# Берёзовка (Уйский район)
Берёзовка — посёлок в Уйском районе Челябинской области России. Входит в состав Нижнеусцелемовского сельского поселения.

## География
Посёлок находится в центральной части области, в лесостепной зоне, к западу от реки Уй, на расстоянии 14 километров по прямой к юго-западу от села Уйского, административного центра района. Абсолютная высота 334 метра над уровнем моря.
Часовой пояс
Посёлок Берёзовка, как и вся Челябинская область, находится в часовой зоне МСК+2. Смещение применяемого времени относительно UTC составляет +5:00.

## Население
| 2002 | 2010 |
| ---- | ---- |
| 209  | ↘174 |

Гендерный состав
По данным Всероссийской переписи населения 2010 года в гендерной структуре населения мужчины составляли 48,3 %, женщины — 51,7 %.
Национальный состав
Согласно результатам переписи 2002 года, в национальной структуре населения русские составляли 83 %.

## Улицы
Уличная сеть посёлка состоит из четырёх улиц и одного переулка.